# Matthew's Best Hit TV
『Matthew's Best Hit TV』（マシューズ ベスト ヒット ティーヴィー）は、テレビ朝日系列で放送されていた、音楽バラエティ番組。司会者のMatthew南（マシューみなみ）の事実上の冠番組でもある。略称は「マシューTV」「ベストヒット」。
また、この項目では前身番組の『BEST HIT TV』、後継番組である『Matthew's Best Hit TV+』『Matthew's Best Hit UV』についても扱う。

## 概要
毎回マシューがゲストとともに歌、ゲーム、トーク、その他さまざまな企画を行う。マシュー本人によると「世界28か国で放送されていて各国で高い支持を受けてきた超人気番組」「芸能人の“出たい番組ランキング1位”」だという。かつてはゲストの多くがミュージシャンだったこともあり、音楽番組にカテゴライズされる事が多いが、俳優やお笑い芸人などゲストは幅広かった。

### 沿革
時間表記は基本的にいずれもJST。
- 2001年4月、毎週水曜日（火曜深夜）1時台の30分で「BEST HIT TV」としてスタート。当時は一部地域ネット（遅れてKBS京都などの独立U局でも放送）の深夜番組ながら人気アーティストが多数ゲスト出演したり、「スナックゆかり」などのコーナーで評判になった。同年10月のゴールデンタイムでのスペシャルにはダウンタウンや浜崎あゆみらがゲスト出演した。
- 2002年4月17日に「Matthew's Best Hit TV」と改題し、毎週水曜日23:15 - 翌0:10ネオバラ水曜1部に昇格し、放送時間も55分に拡大。ミュージックステーションと連動した特番を放送するなど、この頃はまだ音楽番組に近い要素を残していた。
- 2003年にはマシューがソフィア・コッポラが監督した『ロスト・イン・トランスレーション』に、番組そのままに出演し、ビル・マーレーと共演した。この作品は第76回アカデミー賞のオリジナル脚本賞にノミネートされ、アカデミー賞の発表会場では作品紹介としてマシューの出演パートが頻繁に流れた。
- 2005年4月6日に「Matthew's Best Hit TV+」と改題・リニューアル。スタッフの一部が入れ替わり、「なまり亭」などバラエティー企画が増え、音楽番組の枠組みではなくなる。
- 2005年6月30日20:00 - 21:48に放送されたゴールデンタイムの特番「日本全国なまり頂上決戦!芸能人が方言丸出しだべさSP」が、17.1%と高視聴率を記録。それを受けて2005年10月18日、毎週火曜日19:00 - 19:54のゴールデンタイムへの昇格した。初回は2時間スペシャルだった。なお、テレビ朝日と北海道テレビでは、放送後の19:54 - 20:00に裏話と次週予告を含めたミニ番組「別冊マシュー」も放送。
- ゴールデン進出後は、「なまり亭」をはじめとしたグルメ企画が大半を占めた。視聴率は苦戦し、2005年12月27日 18:30 - 20:54の「全国なまり東西大決戦! 郷土の愛を叫ぶだべさSP」も10%とあまり振るわなかった。2006年に入ると視聴率は6%台とさらに低迷。結局、火曜19時台のゴールデン枠での放送は3月14日で（「別冊マシュー」は2月14日に）終了となった。ただし放送自体は深夜に降格して続行されるため、最終回の新聞欄には「（終）」と表記されなかった。ゴールデン最終回の終盤では、マシューが好きな映画『時をかける少女』のラストシーンのパロディで、深夜枠移動をお知らせした。
- 2006年4月から9月までは毎週土曜日（金曜深夜）1:20 - 1:50に降格・縮小し、「Matthew's Best Hit UV」（マシューズ ベスト ヒット ユーヴィー）と改題して放送された。放送は関東と大分など一部地域のみ。なお、月の最終週は「朝まで生テレビ!」を放送するため放送休止していた。

#### タイトル・放送時間の変遷
| 期間       | 期間       | タイトル               | 放送時間・曜日       | 備考                           |
| ---------- | ---------- | ---------------------- | -------------------- | ------------------------------ |
| 2001.04.04 | 2002.03.27 | BEST HIT TV            | 水曜日0:54 - 1:24    | 放送時間の繰り下げ時期は不明。 |
| 2001.04.04 | 2002.03.27 | BEST HIT TV            | 水曜日1:01 - 1:31    | 放送時間の繰り下げ時期は不明。 |
| 2002.04.17 | 2005.03.23 | Matthew's Best Hit TV  | 水曜日23:15 - 翌0:10 | ネオバラ水曜1部での放送。      |
| 2005.04.06 | 2005.09.⁇  | Matthew's Best Hit TV+ | 水曜日23:15 - 翌0:10 | ネオバラ水曜1部での放送。      |
| 2005.10.18 | 2006.03.14 | Matthew's Best Hit TV+ | 火曜日19:00 - 19:54  |                                |
| 2006.04.08 | 2006.09.23 | Matthew's Best Hit UV  | 土曜日1:20 - 1:50    |                                |

## 出演者

### 司会
マシュー・弦也・南
あるお笑い芸人に非常によく似ている18歳の自称アイドル。『徹子の部屋』や『SmaSTATION!!』にも出演し、ニューヨーク出身で母親がイギリス人である事なども明かしている。CDをリリースしている。
レイラ（漢字では「麗羅」、藤井隆）
インフィニットドレスをも着こなしてしまう、性別不明のスーパーモデル。

### 準レギュラー・常連ゲスト
野村真季（テレビ朝日アナウンサー）
一部企画のコーナー進行を担当。25時台降格後はナレーションでのみ登場。
キム・ニールヤング（木村祐一）
アメリカ人でマシューのとぉーい親戚。インディアンの血を引くカウボーイ。テンガロンハットに金髪リーゼント、そして旅館等でよく見られる浴衣にベルトが彼のファッション。この番組には「数字を獲りに来た」。
クレア黒沢（黒沢かずこ（森三中））
アメリカショウビズ界のセクシーダイナマイト。女優の卵。スパイダーマンと親交があるらしく、彼の事を「（スパイダーの“ス”を取り）スー」と呼んでいる。
コージィ（今田耕司）
マシューのいとこ。フィリピンでスタンダップコメディアンとして活動中。真っ白なスーツがトレードマーク。毎回、貨物船でキリンやゾウと混じって来日するらしい。「出演回数が極端に少ない」とぼやいている。
カッツミー（高橋克実）
独特のユルさで、Matthew VS（バーサス）、ドラマチック Best Hit、Best Hit アクセスのコーナーレギュラーを務める。ドラマチック〜では、「やったね！探偵物語」で、十八番である松田優作のマネを披露。25時台のUVにもゲストとして1回出演。
レミ（平野レミ）
マシューのおば。マシューケータリングのコーナーレギュラーだが、それ以外にも登場。マシュー曰く「悪い事をすれば叱ってくれたし、恋の相談にも乗ってくれた」らしい。
ソニン
最多出演ゲスト。苦労人キャラ。+の特番では、マシューと共に、テレビ朝日入社式をジャック。25時台のUVにもゲストとして1回出演。売れる為には、土佐犬ともガチンコで睨み合うド根性を見せた。
佐藤賢治
ナレーション。
以下は25時台に降格後出演していない。
ゆかりママ
土田晃之
小笠原まさや
マシューのお抱え占い師。
金田一秀穂
「なまり亭」コーナーの解説兼判定員。
丸川珠代（当時テレビ朝日アナウンサー）

### 「マシューファンクラブ」
会員は以下の2名。
- 紺野あさ美（元モーニング娘。）
- 上戸彩

## コーナー

### Best Hit Generation
深夜時代の定番企画。マシューがゲストとテーマに沿った思い出の映画や音楽について当時の映像を見ながら語るコーナー。
また、マシューとゲストがお互いにオススメの作品を紹介しあう。マシュー推薦の作品は「マシューズ・アイ」と呼ばれ、そのときは毎回マシューがアップになりウインクして彼の目が光る。マシューは80年代の作品や歌手を推薦することが多く、一応「世代の若いゲストとのギャップも楽しもう」という触れ込みになっている。本題に入る前にも長いトークがあり、マシューの自由奔放かつゲストに合わせたトークは見所だった。彼のキャラクターゆえか、ゲストもみな他の番組では見せない濃いキャラクターを前面に出してくる。その中でも特に上戸彩やハロプロメンバー、ZONEなどはいつも最初から異様なテンションだった。
ゴールデン時代には行われなかったが、「UV」として再び深夜になると復活した。

### なまり亭
地方出身芸能人だけが入ることの出来る会員制の料亭。郷土料理を食べることが出来るが、なまり禁止ゲームでは、1回なまるごとに1,000円の罰金を支払わなければならない。なまり判定は言語学者の金田一秀穂が担当した。ゲストのほとんどが訛りを抑えられずに罰金がどんどん加算されていく所がこのコーナーの見所である。21世紀以降の若い世代の方言ブームの大きな役割を担った。

#### なまり禁止ゲーム
思いっきりなまり電話
普段は方言で話している故郷の家族や友人に電話をし共通語で会話する。最後にやることが多く、それまではなんとか訛りを抑えられていたゲスト達もこれで訛ることが多い。名前の由来は午後は○○おもいッきりテレビの「おもいッきり生電話」である。
同時翻訳共通語に直しなさい!
方言で書かれた文章を瞬時に共通語に翻訳し朗読する。
連呼翻訳3回目はダメよ!
方言を2回くり返し、3回目を共通語に翻訳する。
なまりインタビュー
芸能記者達から方言で質問され、その受け答えを方言で行う。但し、赤いスーツの記者の質問だけには、共通語で答えなければならない。2005年12月27日のスペシャルでは青森代表の高見盛が、赤スーツの記者に方言でしゃべり、黒スーツの記者に共通語でしゃべるという大ボケをやらかし、進行役のマシューがわざわざタイムをしてルールを説明し直した。
なまりクイズ!どんな意味でしょう?
色々な方言が持つ同じ意味を回答する。
実家におじゃまします!
ゲストに内緒で実家に突撃し、そのゲストに関するクイズなどを通じて、両親と心が通じあっているかを試す。

#### 過去の出場者
2005年02月03日放送
- 浅香唯　宮崎県宮崎市出身
- 国生さゆり　鹿児島県鹿児島市出身

2005年03月10日放送
- 原口あきまさ　福岡県北九州市出身
- 熊田曜子　岐阜県岐阜市出身

2005年04月07日放送
- はしのえみ　鹿児島県鹿児島市出身
- 八代亜紀　熊本県八代市出身
- 島崎和歌子　高知県高知市出身
- 森下千里　愛知県名古屋市出身

2005年04月14日放送
- 新山千春　青森県青森市出身
- 金子昇　長崎県出身

2005年04月28日放送
- 柴田理恵　富山県富山市出身
- MEGUMI　岡山県出身

2005年05月12日放送
- 杉本彩　京都府京都市出身
- 磯山さやか　茨城県鉾田市出身

2005年05月26日放送
- 斎藤慶子　宮崎県出身
- KABA.ちゃん　福岡県出身

2005年06月22日放送
- レッド吉田（TIM）　京都府出身（NO PLAN全員出演）
- 大谷允保　三重県出身

2005年06月30日放送
- アンガールズ　広島県出身
- 芳本美代子　山口県出身
- はしのえみ　鹿児島県出身
- 柴田理恵　富山県出身
- 陣内孝則　福岡県出身
- 熊田曜子　岐阜県出身

2005年07月14日放送
- 魚住りえ　広島県出身
- 清水ミチコ　岐阜県出身

2005年08月11日放送
- 室井滋　富山県出身
- MAX　沖縄県出身

2005年09月01日放送
- 田中麗奈　福岡県出身
- 柳葉敏郎　秋田県出身

2005年10月18日放送
- 新山千春　青森県青森市出身
- 渡辺えり子　山形県山形市出身
- 天野ひろゆき　愛知県岡崎市出身
- 次長課長　岡山県岡山市出身
- 西村知美　山口県宇部市出身
- 水前寺清子　熊本県熊本市出身

2005年11月1日放送
- 大桃美代子　新潟県魚沼市出身
- 細川茂樹　岐阜県大垣市出身
- 原口あきまさ　福岡県北九州市出身
- 浅香唯　宮崎県宮崎市出身

2005年11月22日放送
- 山川恵理佳　岩手県盛岡市出身
- 松居直美　茨城県つくば市出身
- 津田寛治　福井県福井市出身
- 藤井フミヤ　福岡県久留米市出身

2005年11月29日放送
- 磯山さやか　茨城県鉾田市出身
- 星井七瀬　栃木県出身
- 錦野旦　大分県大分市出身
- ISSA　沖縄県沖縄市出身

2005年12月06日放送
- 温水洋一　宮崎県出身
- 原沙知絵　福岡県福岡市出身
- 山本圭壱（極楽とんぼ）　広島県広島市出身
- 安倍麻美　北海道室蘭市出身

2005年12月27日放送
- 小林幸子　新潟県出身
- 堤下敦（インパルス）　神奈川県出身
- 板倉俊之（インパルス）　埼玉県出身
- 三船美佳　東京都出身
- 高橋ジョージ　宮城県出身
- 磯山さやか　茨城県出身
- 高見盛　青森県出身
- 渡辺徹　茨城県出身
- 増田惠子　静岡県出身
- あき竹城　山形県出身
- ふかわりょう　神奈川県出身
- 西川きよし　高知県出身
- 井戸田潤（スピードワゴン）　愛知県出身
- 小沢一敬（スピードワゴン）　愛知県出身
- 松野明美　熊本県出身
- KABA.ちゃん　福岡県出身
- 田丸麻紀　大阪府和泉市出身
- 蛍原徹（雨上がり決死隊）　大阪府出身
- 山崎邦正　兵庫県西宮市出身
- 西村知美　山口県宇部市出身
- 浅香唯　宮崎県出身
- 松居一代　滋賀県出身
- 千代大海　大分県出身

### その他のコーナー
早口道場
館長藤岡弘、が設立した早口に挑戦する道場。視聴者から寄せられた早口言葉をゲスト4人とマシューが順番に答えていく。挑戦者5人が誰も言うことができなかった早口言葉を投稿した視聴者にはベルトが贈呈される。挑戦者のうち1人でもクリアしたら、全員賞金を獲得することができる。
誰が答える!?
高級料理をかけて複数人で挑むクイズコーナー。深夜放送時は「プレッシャークイズ・誰が答える!?」だったが、ゴールデンに昇格してから「最高知識・誰が答える!?」に変わった。
まず、食べたい料理を選択する。次に発表されるクイズのテーマに沿って自分の最高知識を披露する。その最高知識を元に代表として「責任解答者」を多数決で決める。その後責任解答者のみ球型の個室に入り、外部との交信ができないようにシャットアウトする。そして解答に関係のない「無責任解答者」が、その後に「責任解答者」が問題に対して回答する。「責任解答者」が正解したら高級料理を食べることができるが、不正解の場合は料理は撤収され、「無責任解答者」に電流が走る。
マシューは深夜時代は解答者だったが、ゴールデンになってからは司会になった。
マシューケータリング
マシューのおばである平野レミの料理コーナー。大体ロケーションで行われる。料理中は常に平野レミとマシューとの掛け合いがあり、平野お得意の下ネタなどで暴走することも多い。2人の会話についていけないゲストが呆然としながら聞き入る場面も茶飯事だった。それでも平野の作る大胆かつお手軽な料理は毎回好評だった。平野レミがさまざまな料理番組で知られるきっかけになったコーナーである。
やったね!胸キュン!Best Hit
女性の心をつかむのを生業としているマシューが人気No.1であることを証明すべく人気俳優・アーティストと対戦し「胸キュンキング」を争うコーナー。ある一つのシチュエーションが与えられ、女性を「胸キュン」させる一言を言えるか競い合う。素人女性100名が審査し、「胸キュンバロメーター」がより上にあがったほうが勝利。
スナックゆかり
2004年まで番組の後半に放送された。東京の赤羽に実在するスナック「ゆかり」の名物ママ、ゆかりの模様を店内カメラの映像で流すだけのコーナー。ゆかりママの強烈かつ圧倒的なキャラクターが特徴だった。2004年前半、コーナーを続けるか意見を募集し、「続けて欲しい」という意見が多数あったため存続決定となったが、結局は消えてしまった。
すくすくBest Hit
マシューがゲストとともに育児体験をするコーナー。幼児たちと一緒にゲームや食事をする。移動中に父親となった土田晃之が子育て論について語ることもあった。ちなみに、マシューが子守り界のワールドカップWBC（ワールド・ベビーシッター・チャンピオン）に優勝したのを記念にキッズスクールを開校したらしい。
Best Hit Song
Best Hit English
Best Hit アクセス
マシューの虎
マネーの虎のパロディー。
フォーチュンタワー
小笠原まさやの占いコーナー。
芸能界検定試験

## 主題歌
歴代エンディングテーマ
- 「春風〜金色の匂いが僕らをつつんだ日曜日〜」サカノウエヨースケ
- 「ジョバンニ」サカノウエヨースケ
- 「ラベンダー」サカノウエヨースケ
- 「stay」Fayray
- 「歌」SURFACE
- 「雑走」ロードオブメジャー
- 「メロス」FLOW
- 「Wait till I can dream」Tommy heavenly6
- 「合コン後のファミレスにて」ソニン
- 「Shining Star ☆忘れないから☆」玉置成実
- 「the Love Bug」m-flo loves BoA
- 「わたしの青い空」藤井隆
- 「Life is beautiful」FLOW
- 「Killing Me」L'Arc〜en〜Ciel
- 「OVER」HIGH and MIGHTY COLOR
- 「24サーチライト」NIRGILIS

## スタッフ
- 構成：吉井三奈子、長谷川朝二 ／ たちばなひとなり、北本かつら、松本真一、塩野智章、桝本壮志、いけだかずな
- TD：後藤太郎→横関正人
- カメラ：横関正人→中司武史
- 音声：井之川和穂→柳原健司
- 映像→VE：駒井譲→北原伸之
- VTR：廣田美和子
- 照明→LD：石井久友→渡辺英明
- ENG：五十嵐陽（スウィッシュ・ジャパン）
- ロケ技術：ウイウイスタヂオ
- 美術→美術プロデューサー：松沢由之
- デザイン：鈴木賢太（フジテレビ）[注 2][1]
- 美術進行：横山勇 ／ 大滝千秋→波多野真理
- 大道具：田村憲太郎→藤江修平→丸山克己
- 装飾：手嶋誠
- 電飾：日下信二
- 映像デザイン→CG：横井勝、齋藤まゆみ（以上テレビ朝日）
- 編集：安田裕禎→小森佑輔
- MA：荒井純子→中尾和博
- 音効：竹内陽、営野みずき
- TK：村田理実
- 広報：重松愛（テレビ朝日）
- スタイリスト：フローティングアイランドジャパン
- ヘアメイク：TEES
- コスチューム：高堂のりこ
- 技術協力：テイクシステムズ、テレテック、麻布プラザ、TSP
- 美術協力：フジアール、テレビ朝日クリエイト
- 制作協力：吉本興業、BACK-UP MEDIA
- ディレクター：つかさ、川田忠仁、土屋良介、岩津匡洋、田川裕也（以上バックアップメディア）、渡辺伸、奥村篤人（以上テレビ朝日）
- チーフディレクター : 堤本幸男→小紫弘三（以上バックアップメディア）
- 総合演出→監修 : 斉藤敏豪
- AP：西本誠→西垣信二→佐藤直美（吉本興業）、礒田裕子
- プロデューサー：竹本夏絵→阪口知里→伊藤潔→奥井剛平（吉本興業）、今滝陽介（バックアップメディア）
- プロデューサー・演出：西村裕明→高橋正輝（テレビ朝日）
- チーフプロデューサー：西村裕明→藤井智久（テレビ朝日）、岡本昭彦（吉本興業）
- 制作著作：テレビ朝日

## 書籍
- マシューのえほん　〜アンデルセン・ボックス〜（小学館、ISBN 4-09-480231-2）
- マシューの真実　（学研、 ISBN 4-05-402821-7）
- Matthew's Best Hit Recipes　マシューとレミの笑顔も調味料（ワニブックス、ISBN 4-8470-1543-6）
- Matthew's Best Hit Recipes　2　マシューとレミのもっと笑顔も調味料（ワニブックス、ISBN 4-8470-1628-9）
- なまり亭方言完全マスター本 （ワニブックス、ISBN 4-8470-1631-9）

## 関連番組・商品
関連商品
- Matthew's Best Hit CD（エピックレコードジャパン、ESCL-9087、2002年） 
  - CDアルバム。マシューが選曲したコンピレーションアルバム。
- 大草原の小さなマシュー（アール・アンド・シー、YRCN-10160、2006年）
  - CDシングル。マシューが作詞作曲を手掛けた4曲のオリジナルソングを収録。収録曲のミュージック・ビデオや特典映像を収録したDVD付き。収録曲の『おきぬけ・ジョーク』は短期間だがカラオケDAMに登録されていた。
- Matthew's Best Hit Soda（キリンビバレッジ） 
  - 炭酸飲料。「甘すぎない恋の味」「白グレープ味」を発売。

関連番組
- Matthew's Matthew マシュー南の部屋の中のマシュー（Amazon Audible 2022年）[2]
  - Amazonと吉本興業の共同企画による木曜配信のポッドキャスト番組。2022年1月27日より配信。